# Емі Лі
Емі Лін Гарцлер (до шлюбу Лі) (англ. Amy Lynn Hartzler; нар. 13 грудня 1981, Ріверсайд, Каліфорнія, США)  — американська співачка і поетеса-виконавиця, піаністка та композиторка. Солістка і співзасновниця рок-гурту «Evanescence».

## Біографія
Народилася в сім'ї телепрацівника Джона Лі і Сари Саргілл. Має брата Роббі та сестер Керрі і Лорі. Ще одна сестра померла у три роки (1987) від невідомої хвороби. В пам'ять про неї Емі Лі написала дві пісні: «Hello», з альбому «Fallen», і «Like You», з альбому «The Open Door».
Протягом 9 років брала уроки класичної гри на фортепіано. Родина часто переїжджала, включаючи Флориду і Іллінойс, зупинилась в Літл-Рок, Арканзас, де Емі Лі й заснувала гурт «Evanescence». Короткий час навчалась в «Middle Tennessee State University», але полишила навчання, щоб повністю зосередитись на гурті.
В інтерв'ю на «AOL Music», Емі Лі сказала, що перші пісні, які вона запам'ятала, називались «Eternity of the Remorse» і «A Single Tear». Пісню «Eternity of the Remorse» вона написала у віці 11 років, коли хотіла стати класичною композиторкою. Другу, «A Single Tear», написала у 8 класі.
9 січня 2007 на «MuchMusic» Емі Лі оголосила про шлюб з давнім другом Джошем Харцлером, що надихнув її на пісні «Good Enough» і «Bring Me to Life». Одружилися 6 травня 2007, медовий місяць провели біля Багам.

## «Evanescence»

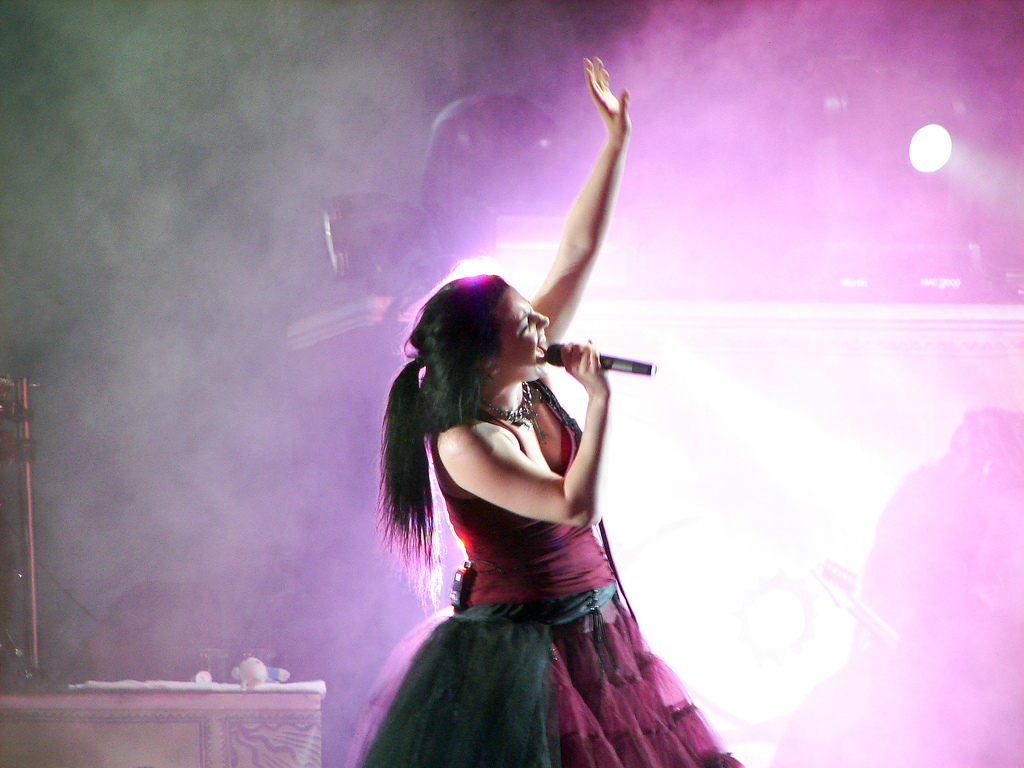
Емі Лі виступає на концерті «Evanescence»; Сан-Паулу, Бразилія

Емі Лі заснувала всесвітньо відомий рок-гурт з Беном Муді, якого зустріла в молодіжному таборі, виконуючи твір Meat Loaf — «I'd Do Anything for Love (But I Won't Do That)» на фортепіано. Місяць вони виступали в різних книжкових магазинах і кав'ярнях Арканзасу. Протягом 1998-1999 молодий гурт випустив два мініальбоми, «Evanescence EP» (1998) і «Sound Asleep EP» (1999). В 2000 ще один міні-альбом — «Origin». Він містить 3 пісні з дебютного альбому, «Fallen», написані Лі і Муді: «Whisper», «Imaginary» і «My Immortal». Пісні «Whisper» і «Imaginary» були перероблені, перш ніж увійшли до альбому «Fallen». Пісня «My Immortal» була опублікована на сайті для вільного скачування, а згодом додана до міжнародних випусків «Fallen».
22 жовтня 2003 Муді покинув групу у зв'язку з «творчими відмінностями». З інтерв'ю Лі: «…ми підійшли до такого моменту, що якби щось не змінилось, ми б не випустили другий альбом», також вона додала: «Ми нарешті справжня група, не тільки Бен і я та декілька інших учасників». Муді замінив Террі Бальзамо, гітарист гурту, що пише пісні разом з Емі Лі.

### Судовий процес
1 грудня 2005 колишній менеджер «Evanescence» Денніс Райдер подав на Емі Лі на відшкодування $10 мільйонів, через «порушення умов контракту» (стверджуючи, що гурт передчасно і несправедливо звільнив його, за контрактом вони мали співпрацювати до третього альбому).
Водночас Емі Лі подала зустрічний позов на колишнього менеджера через «порушення довіреного обов'язку», сексуальні домагання та професійну недбалість. За твердженнями Лі, Райдер нехтував кар'єрою її та всього гурту, скоріш цікавлячись своїми позашлюбними діями, про які Лі не мала права розповідати його дружині. Емі Лі також повідомила, що менеджер часто приходив на зустрічі п'яним, при ній фліртував з жінками і іноді домагався її. А також доручав Лі купувати подарунки його коханкам з корпоративної кредитної картки.

## Соло альбом

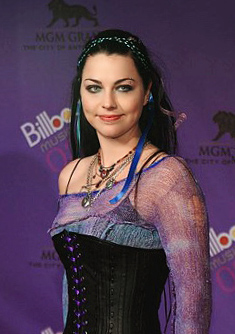
Емі на «Billboard Awards», 2003

В жовтні 2008, в інтерв'ю для «Spin.com», Лі сказала, що написала декілька пісень, які можливо будуть в її сольному альбомі. Ці пісні написані в жанрі фольк і мають багато подібного з кельтською музикою. Емі більше не повідомила ніякої інформації і не назвала дату випуску альбому. Емі також додала: «Я хочу показати, що я більш ніж один учасник з гурту».
В інтерв'ю з «The Gauntlet», 23 жовтня 2008, Емі сказала, що не впевнена чи буде починати соло кар'єру. Гітарист Террі Бальзамо і бас-гітарист Тім МакКорд все ще в гурті, і вона не збирається їх кидати. Щодо нових пісень Емі повідомила, що не писала їх виключно для сольного альбому, вона написала їх не знаючи, чи вони колись використаються. Можливо вони будуть в новому альбомі «Evanescence».

## Сценічний образ
Емі Лі виступає в образі з косметикою готичного стилю та одягом вікторіанського. Деякий одяг проєктує сама: сукні в кліпі «Going Under», з «2004 Grammy awards», з фотосесії для обкладинки альбому «The Open Door» виготовив японський дизайнер Г. Наото за ескізами Лі.
Емі Лі ніколи не брала участі в еротичних зйомках. В кліпі «Everybody's Fool» вона критикує знаменитостей, які намагаються привернути увагу до себе через відверті фото. Відмову наслідувати інших селебріті цінує її авдиторія.

## Дискографія

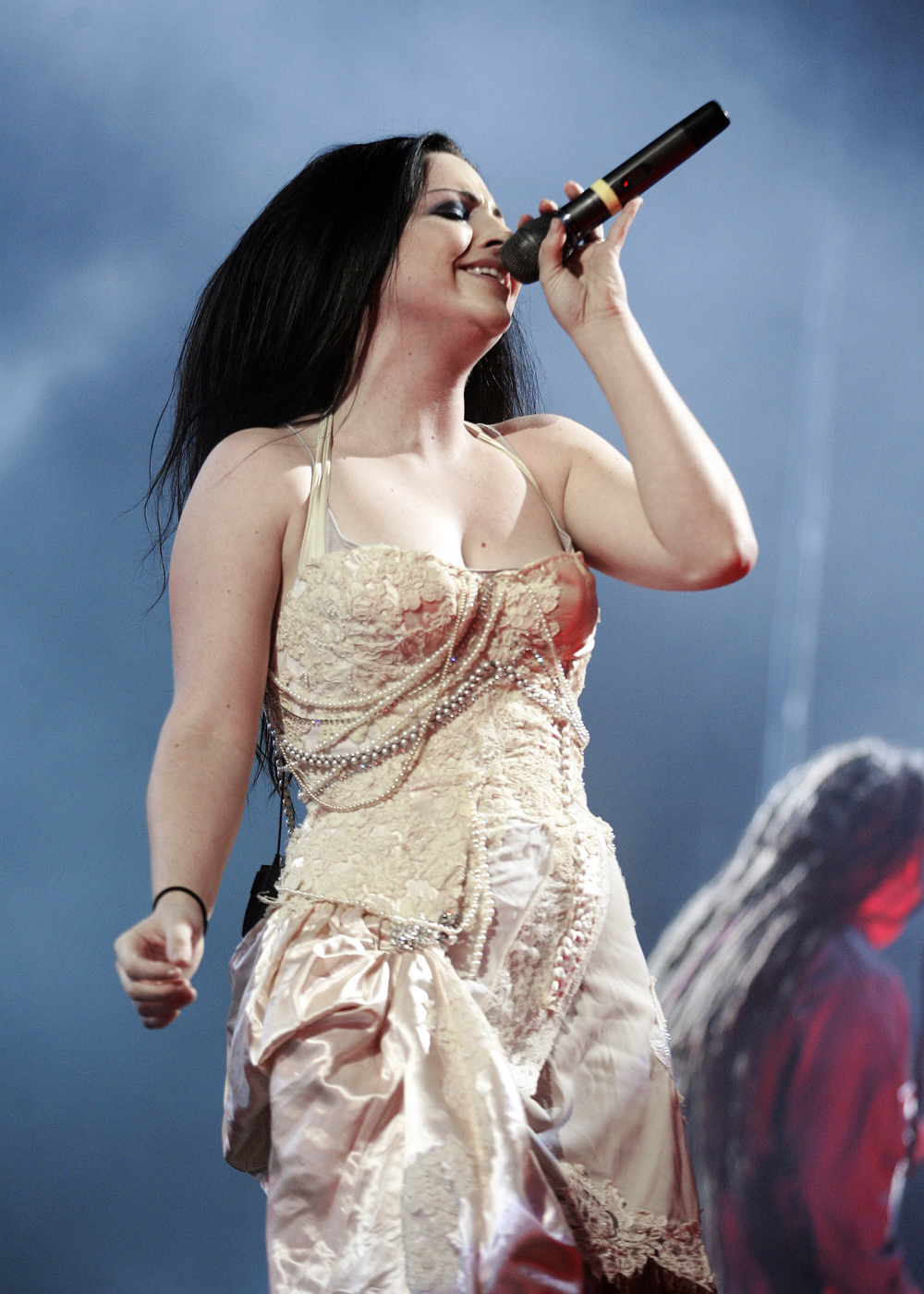
Емі на концерті «Evanescence»; Маямі, Флорида, 2007

### Evanescence
- Fallen (2003)
- The Open Door (2006)
- Evanescence (2012)
- Synthesis (2017)

### Інші пісні
| Рік  | Виконавець                  | Пісня              | Реліз                                 |
| ---- | --------------------------- | ------------------ | ------------------------------------- |
| 2000 | Девід Ходжес разом з Емі Лі | «Breathe»          | The Summit Church: Summit Worship     |
| 2000 | Девід Ходжес разом з Емі Лі | «Fall Into You»    | Unreleased                            |
| 2003 | Big Dismal разом з Емі Лі   | «Missing You»      | Believe                               |
| 2004 | Seether разом з Емі Лі      | «Broken»           | Disclaimer II The Punisher: The Album |
| 2007 | Korn разом з Емі Лі         | «Freak on a Leash» | MTV Unplugged: Korn                   |
| 2008 | Емі Лі                      | «Sally's Song»     | Nightmare Revisited                   |